# رویال هتل منهتن
رویال هتل منهتن (انگلیسی: Row NYC Hotel) هتلی واقع در شماره ۷۰۰ خیابان هشتم، بین خیابان‌های ۴۴ و ۴۵، در محله میدتاون منهتن شهر نیویورک است. این هتل ۲۷ طبقه است و ۱۳۳۱ اتاق دارد. طراحی شده توسط Schwartz & Gross، با هربرت جی. کراپ به عنوان معمار مشاور، توسط برادران هنری و ایروین چانین توسعه یافت و در ۱ فوریه ۱۹۲۸ به عنوان هتل لینکلن افتتاح شد. این هتل تا حد زیادی نمای اولیه آجری و سفالی خود را حفظ کرده‌است. فضاهای داخلی که در ابتدا شامل یک لابی و رستوران‌های مختلف در سه طبقه اول بودند، در طول سال‌ها به‌طور قابل توجهی طراحی شده‌اند.
برادران چانین این سایت را در می ۱۹۲۵ به دست آوردند و آن را همراه با تئاترهای همسایه تئاتر جان گلدن، تئاتر برنارد بی. جیکوبز و تئاتر مجستیک (نیویورک) توسعه دادند. Chanins هتل را در سال ۱۹۲۷ به Irving I. Lewine و United Cigar Stores Company فروختند، اما برادران تا سال ۱۹۳۱ به اجاره هتل ادامه دادند، زمانی که United Cigars اجاره آنها را به دست آورد. ماریا کرامر این هتل را در سال ۱۹۳۸ خریداری کرد و در سال ۱۹۵۶ آن را مجدداً به وب و کنپ بفروشد که توسط توسعه دهنده املاک و مستغلات ویلیام زکندورف اداره می‌شد و هتل را به‌طور گسترده بازسازی کرد و نام آن را به هتل منهتن تغییر داد. شرکت بریتانیایی Grand Metropolitan Inc. هتل را در سال ۱۹۶۹ خریداری کرد و تا زمانی که در سال ۱۹۷۴ بسته شد به عنوان رویال منهتن فعالیت می‌کرد. خانواده میلشتاین هتل را در سال ۱۹۷۸ خریداری کردند و در سال ۱۹۸۰ به عنوان هتل میلفورد پلازا بازگشایی شد. گروه Rockpoint و اپراتور هتل Highgate Holdings این هتل را در سال ۲۰۱۱ خریداری کردند و در سال ۲۰۱۴ به Row NYC تغییر نام دادند.

## مکان
هتل Row NYC در شماره ۷۰۰ خیابان هشتم، در پیاده‌روی شرقی بین خیابان‌های ۴۴ و ۴۵، در منطقه تئاتر شهر میدتاون منهتن در شهر نیویورک قرار دارد. زمین مستطیل شکل است و ۱۹۹۸۲ فوت مربع (۱۸۵۶٫۴ متر مربع) را پوشش می‌دهد، با نما تقریباً ۲۰۰ فوت (۶۱ متر) در خیابان هشتم و ۱۰۰ فوت (۳۰ متر) در هر دو خیابان. The Row NYC از شمال به هفت تئاتر برادوی در جهت عقربه‌های ساعت همسایه است: جان گلدن، برنارد بی جیکوبز، جرالد شوئنفلد، بوث، شوبرت، برودهرست، و مجستیک. دیگر سازه‌های نزدیک عبارتند از: تئاتر آل هیرشفلد در غرب، تئاتر موزیک باکس و تئاتر امپریال در شمال شرقی، و تئاتر هیز و تئاتر سنت جیمز در جنوب شرقی.
منطقه اطراف بخشی از بزرگ‌ترین تمرکز تئاترهای برادوی در یک بلوک است. بلوک مجاور خیابان ۴۵ نیز به عنوان راه جورج ابوت شناخته می‌شود، و ترافیک پیاده در خیابان مجموع گیشه‌ها را برای تئاترهای آنجا افزایش می‌دهد. این هتل همچنین تقریباً ۱۰۰ یارد (۹۱ متر) غرب کوچه شوبرت است که هفت تئاتر مجاور را از One Astor Plaza و تئاتر Minskoff جدا می‌کند. تئاترهای Majestic, Masque (طلایی) و Royale (Jacobs) و هتل لینکلن (Row NYC Hotel) همگی به‌طور همزمان توسعه یافته بودند. محل هر چهار ساختمان قبلاً توسط بیست اقامتگاه با سنگ قهوه ای اشغال شده بود. این سایت از سال ۱۸۰۳ تا ۱۹۲۲، زمانی که به هنری کلامن فروخته شد، بخشی از املاک خانواده آستور بود. این قطعه‌ها در مجموع ۲۰۰ فوت (۶۱ متر) عرض در امتداد خیابان هشتم، ۲۴۰ فوت (۷۳ متر) در امتداد خیابان ۴۴ و ۲۵۰ فوت (۷۶ متر) در امتداد خیابان ۴۵ اندازه‌گیری کردند.